# Афрички конус
Афрички конус (лат. Conus africanus) је врста морског пужа из фамилије Conidae. Максимална величина је 3 cm.

## Ареал
Врста је ендемит државе Ангола у Африци.